# Institut Municipal d'Educació de Barcelona
L'Institut d'Educació de Barcelona és un organisme autònom de caràcter administratiu de l'Ajuntament de Barcelona creat l'any 1993.
L'Ajuntament de Barcelona és titular d'una extensa i reconeguda xarxa de centres educatius municipals formada per 103 escoles bressol municipals, 13 escoles de primària, 9 instituts, 4 centres d'educació especial, 2 centres d'ensenyaments artístics, 2 centres d'educació permanent d'adults, 5 escoles municipals de música i el Conservatori Municipal de Música de Barcelona.
L'IMEB és el responsable de la gestió de les escoles bressol municipal, escoles municipals de música i Conservatori.
El 24 d'abril de 2002, es va constituir el Consorci d'Educació de Barcelona, segons el que disposava el Decret 84/2002, de 5 de febrer del mateix any. El Consorci d'Educació de Barcelona es defineix com un ens públic de caràcter associatiu, integrat per la Generalitat de Catalunya i l'Ajuntament de Barcelona per a la gestió conjunta de les funcions, les activitats i els serveis en matèria educativa. Des de l'1 de gener de 2009, les 13 escoles de primària; 9 instituts; 4 centres d'educació especial; 2 centres d'ensenyaments artístics i els 2 centres d'educació permanent d'adults, estan integrats i es gestionen des del Consorci d'Educació de Barcelona.
Objectius de l'IMEB:
L'IMEB actua per a què l'oferta educativa s'adeqüi a les necessitats de la ciutat, corregint els desequilibris territorials i les desigualtats socials, reforçant la xarxa pública i contribuint a la millora del sistema educatiu. També realitza nombroses actuacions per promoure la participació, la innovació i la millora de l'acció educativa a la ciutat en el marc del compromís de Barcelona com a Ciutat Educadora.
Paral·lelament, el municipi promou una innovadora oferta d'activitats educatives per als centres docents i gestiona una línia de recursos pedagògics adreçats a la comunitat educativa.
Amb responsabilitat compartida a través del Consorci d’Educació de Barcelona, l'Ajuntament de Barcelona participa en la planificació del mapa escolar de la ciutat i el seguiment i la difusió del procés de preinscripció i matriculació als centres públics i concertats.